# Маље Косихи
Маље Косихи (слч. Malé Kosihy, мађ. Ipolykiskeszi) насељено је мјесто са административним статусом сеоске општине (слч. obec) у округу Нове Замки, у Њитранском крају, Словачка Република.

## Становништво
| Година:    | 1994. | 2004.    | 2014. | 2024.   |
| ---------- | ----- | -------- | ----- | ------- |
| Број људи: | 448   | 386      | 386   | 364     |
| Разлика:   |       | -13,83 % | +0 %  | -5,69 % |

| Година:    | 2023. | 2024.   |
| ---------- | ----- | ------- |
| Број људи: | 363   | 364     |
| Разлика:   |       | +0,27 % |

Према подацима о броју становника из 2011. године насеље је имало 386 становника.